# Église Saint-Denys de la Chapelle
 (juillet 2025).
Si vous disposez d'ouvrages ou d'articles de référence ou si vous connaissez des sites web de qualité traitant du thème abordé ici, merci de compléter l'article en donnant les références utiles à sa vérifiabilité et en les liant à la section « Notes et références ».
L'église Saint-Denys de la Chapelle est une église du 18e arrondissement de Paris.
Ce site est desservi par la station de métro Marx Dormoy.

## Localisation
L'église est située dans le quartier de la Chapelle, le long de l'une des plus anciennes routes de Paris, l'Estrée, déjà existante à l'époque gallo-romaine et conduisant du centre de Paris à Saint-Denis. De l'autre côté de cette route s'étendit de 1204 au début du XVIIIe siècle, le premier cimetière de La Chapelle.
Elle se situe au niveau du col de la Chapelle.

## Histoire

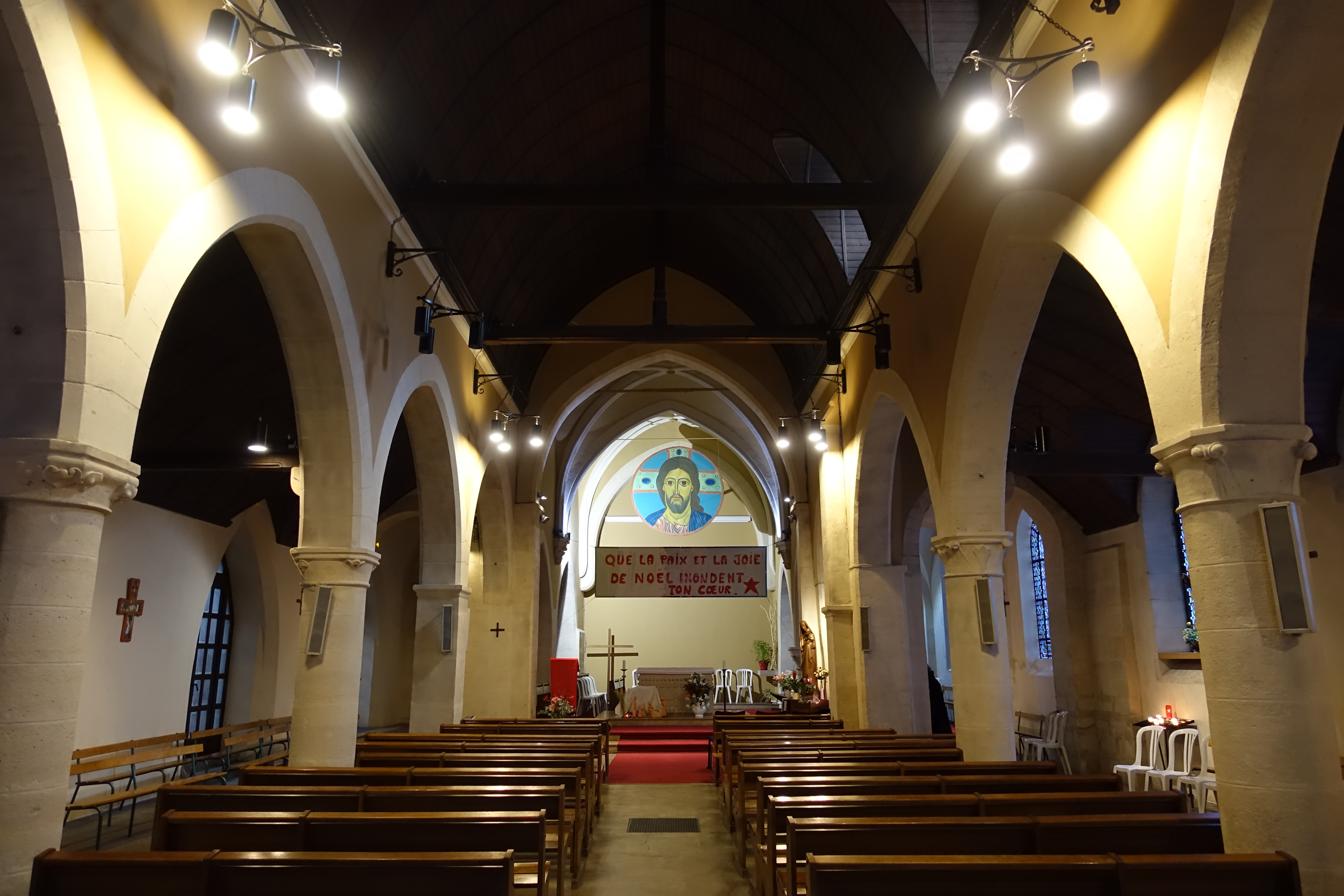
Intérieur de l'église.

Probablement située sur l'emplacement des ruines d'un temple romain dédié à Bacchus, l'église actuelle a été édifiée par Maurice de Sully, sur les fondations d'une chapelle décidée par sainte Geneviève en 475, le long de la vicus Cattuliacus, du nom de Catulla, la noble romaine qui enterra les martyrs[réf. non conforme]. C'était à mi-chemin du tombeau de saint Denis dont la sainte désirait développer le culte. La chapelle se voyait être une étape pour son pèlerinage et le lieu devint le village de La Chapelle.
Le col de la Chapelle, proche du sanctuaire gaulois du Lendit, aurait donc été l'emplacement de la tombe de saint Denis, premier évêque de Paris décapité en 250. Selon certaines recherches, elle serait la senior basilica bâtie sur le lieu du martyre du saint et évoquée par Grégoire de Tours. Il reste difficile pour la recherche actuelle de démêler la vérité historique et les traditions légendaires.
La première chapelle construite par sainte Geneviève (après avoir repoussé l'invasion des Huns) vit un afflux de pèlerins et, en particulier, le roi Chilpéric et sa reine Frédégonde y font inhumer leur fils Dagobert mort en bas âge (583). Un village se développe ainsi autour de l'église, qui lui donne son nom. Une communauté monastique s'y installe en 625, avec Dodon pour abbé[réf. souhaitée].
Dans cette première chapelle se trouvaient des reliques de saint Denis jusqu'à ce qu'en 636, selon une tradition peu solide, le roi Dagobert décide du transfert des reliques vers la basilique Saint-Denis quelques kilomètres au nord. Délaissée, la chapelle se dégrada et fut détruite par les Normands, mais reconstruite en 1204 dans un style gothique primitif contenant encore des traces de roman, par Maurice de Sully, évêque de Paris[source insuffisante].
Le village de La Chapelle devient une dépendance de la seigneurie des abbés de Saint-Denis (1229) en profitant largement du renouveau lié à la prospérité de la foire du Landit, qui s'étendait au-delà et jusqu'à Saint-Denis et jouissait du privilège de la vente des parchemins, très recherchés par l'Université de Paris. Jusqu’à la Révolution, le village de la Chapelle était administré par un bailli, qui comme le curé était nommé par l'abbaye.

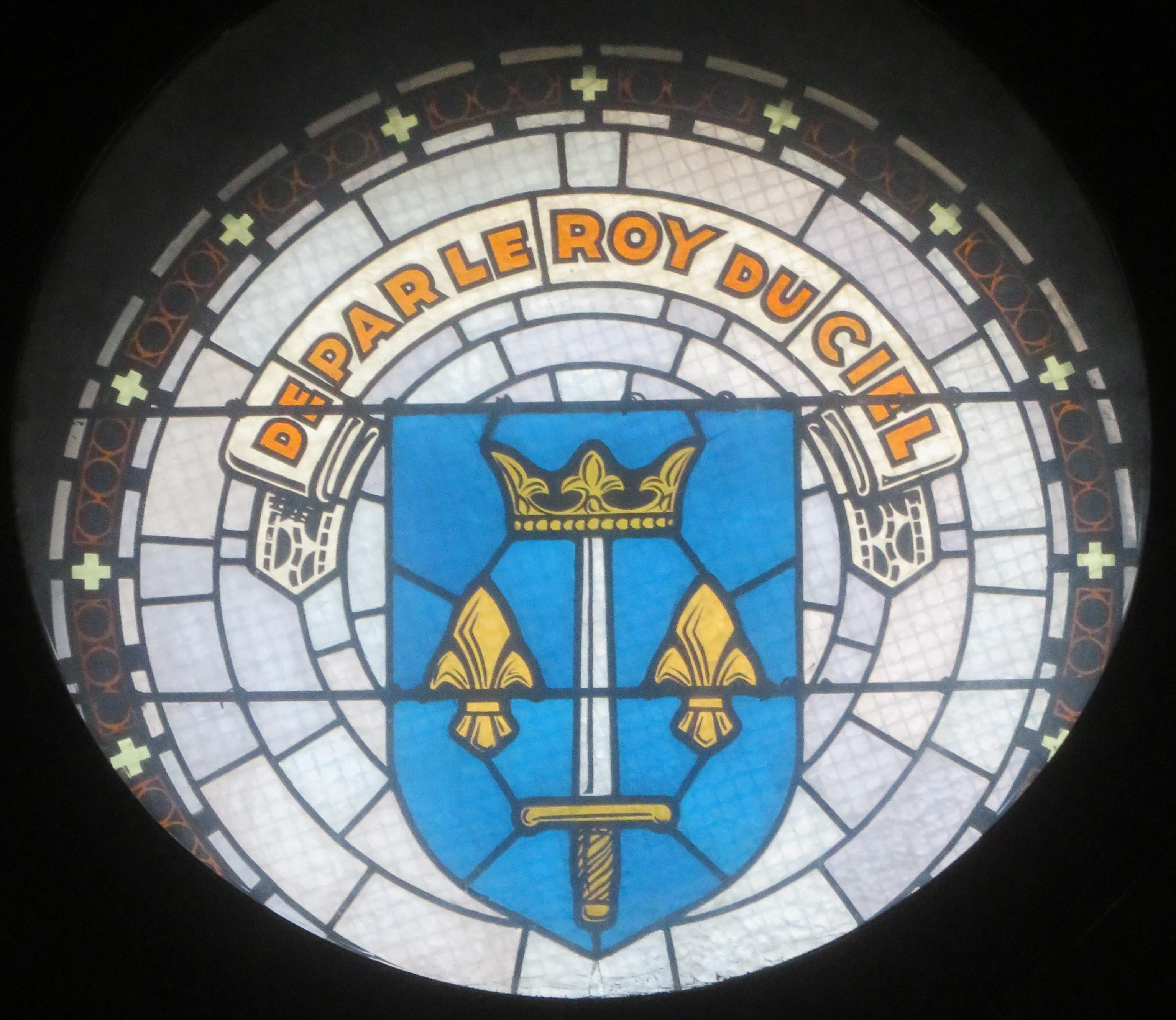
Vitrail en rosace de l'église de Saint-Denys de la Chapelle.

C'était le passage des cortèges royaux allant ou revenant de Saint-Denis, tant pour y déposer l'oriflamme de France, que pour le couronnement des reines ou l'entrée dans Paris du roi après son couronnement à Reims.
Un vitrail en rosace avec deux fleurs de lys de part et d'autre d'une épée surmontée de la couronne royale rappelle ce passage.
Elle fut incendiée en 1358 pendant la Grande Jacquerie[source insuffisante].
Jeanne d'Arc y passa une nuit de prière devant l'autel de la Sainte-Vierge la veille de l'attaque qu’elle lança contre Paris tenu par les Anglais, le 8 septembre 1429[source insuffisante], avant de s'engager vers Paris en passant par la rue du Faubourg-Saint-Denis.
Au XVIIe siècle, Louise de Marillac (1591-1660), qui demeurait de 1636 à 1641 à La Chapelle avec les Filles de la charité de Saint-Vincent-de-Paul vint aussi y prier, ainsi que saint Jean Eudes (1601-1680).
En 1757, il fallut démolir le clocher-porche qui menaçait de s'effondrer et, pour l'embellir, on édifia la façade actuelle de l'église, de style classique. Un nouveau clocher en forme de tour carrée fut construit en 1770, mais il fallut aussi l'abattre vers 1930 pour éviter sa chute.
En 1814 et 1815, elle est utilisée comme écurie par les armées prussiennes et russes[source insuffisante]. La municipalité de Paris l'acquiert ensuite, en vertu de la loi d'annexion du 16 juin 1859.
Pour faire face à l'accroissement de la population (40 000 habitants lors de l'annexion de cette commune industrielle à celle de Paris en 1860), le diocèse forme la paroisse Saint-Bernard-de-la-Chapelle et fait agrandir l'église Saint-Denys en doublant la nef (1895). L'aspect initial de la chapelle sera rétabli lors des travaux de restauration de 1960.
Le 11 mai 1952, Monseigneur Roncalli, Nonce Apostolique de Paris et futur Jean XXIII, vint à St-Denys pour la Fête nationale de Jeanne d'Arc et du patriotisme, célébrée au deuxième dimanche de mai. Il y bénit aussi les bâtiments du Lycée Charles-de-Foucauld, tout proche.
La statue de fonte de Jeanne d'Arc du sculpteur Félix Charpentier, réalisée par la fonderie Denonvilliers à Sermaize-les-Bains, et qui se trouvait depuis 1894 à droite du portail de l'église a été déplacée en 2004 sur le parvis de la basilique Sainte-Jeanne-d'Arc, toute proche.

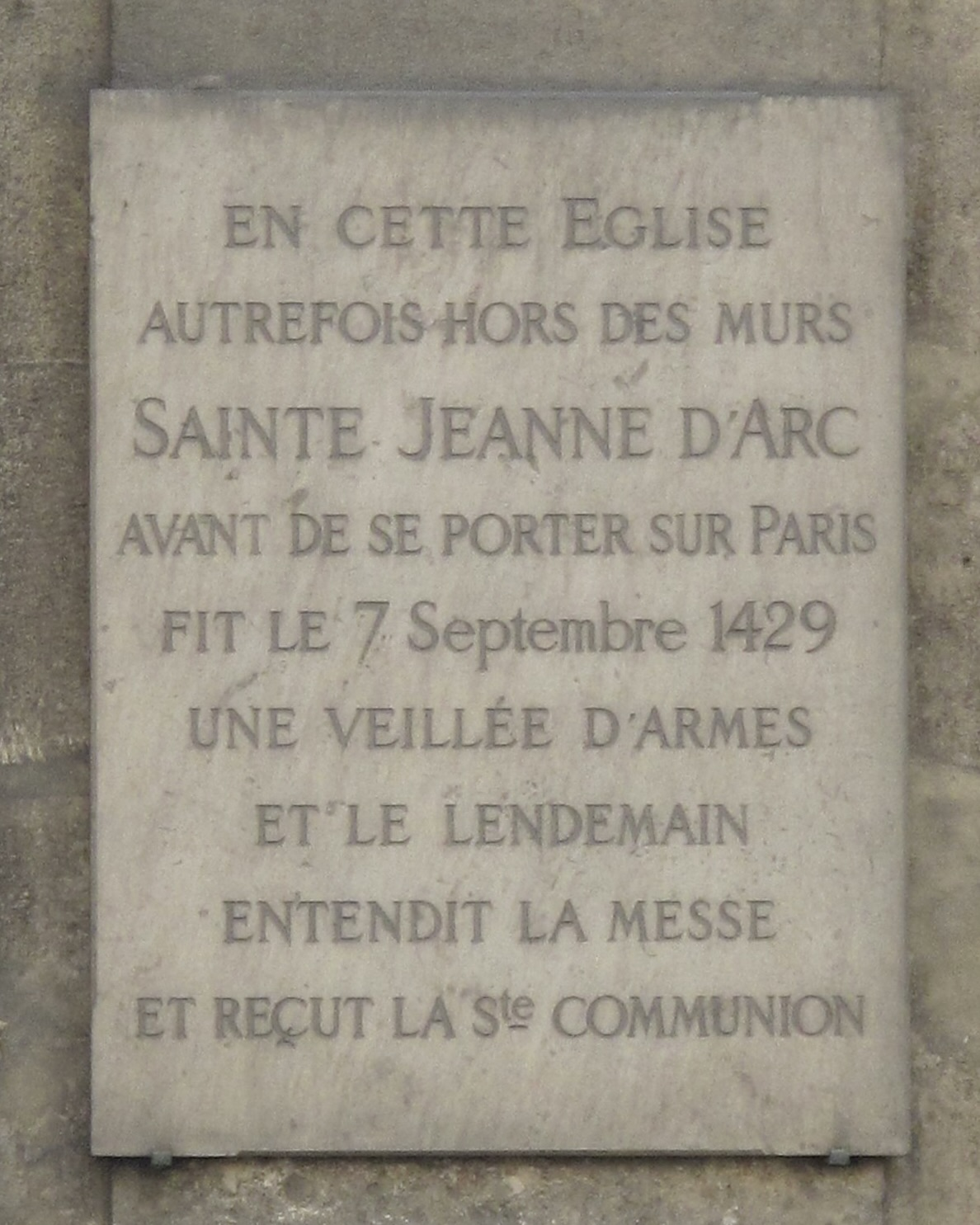
Plaque commémorative du passage de Jeanne d'Arc.
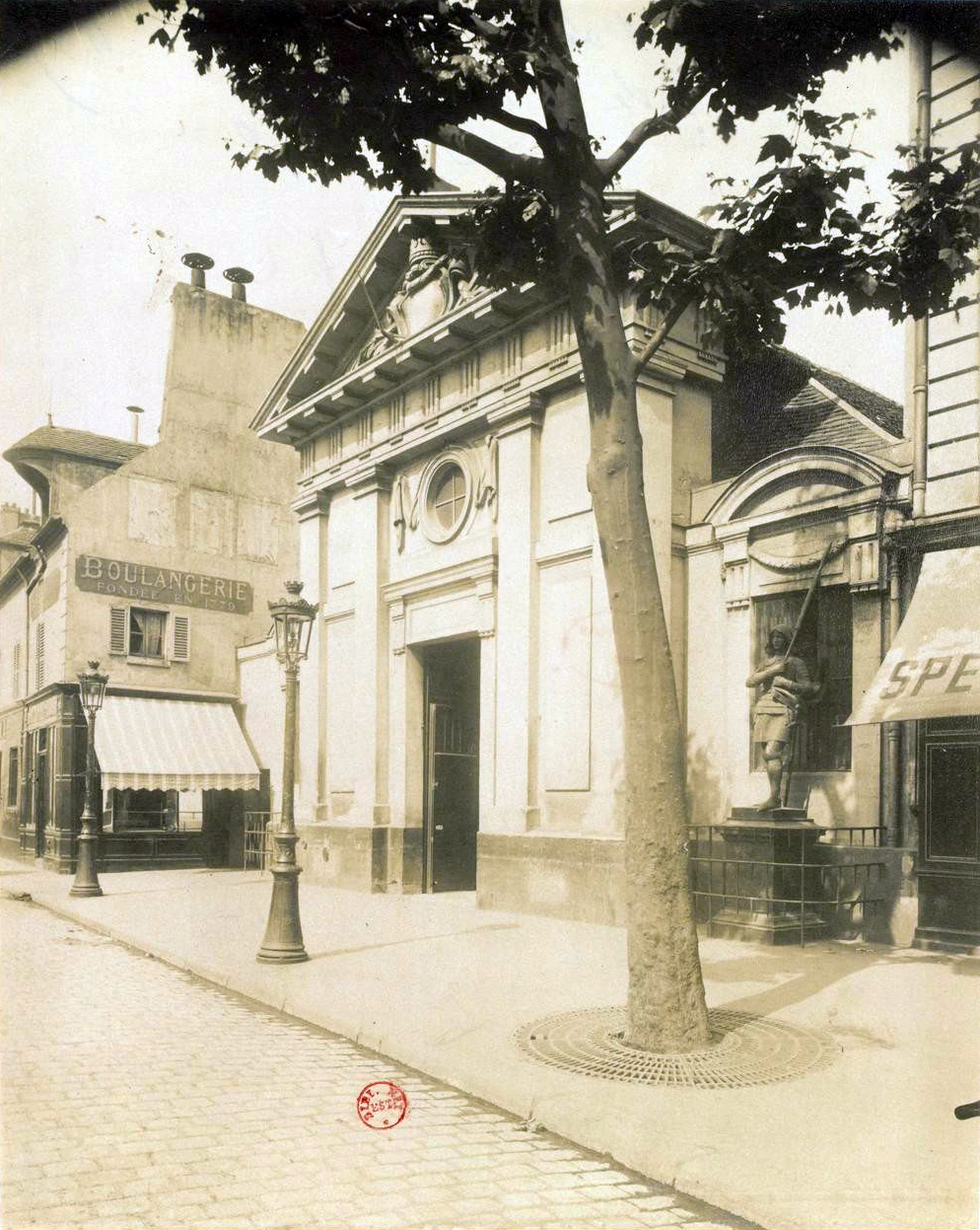
Photographie d'Eugène Atget, 1903. La statue de Jeanne d'Arc a été par la suite déplacée.
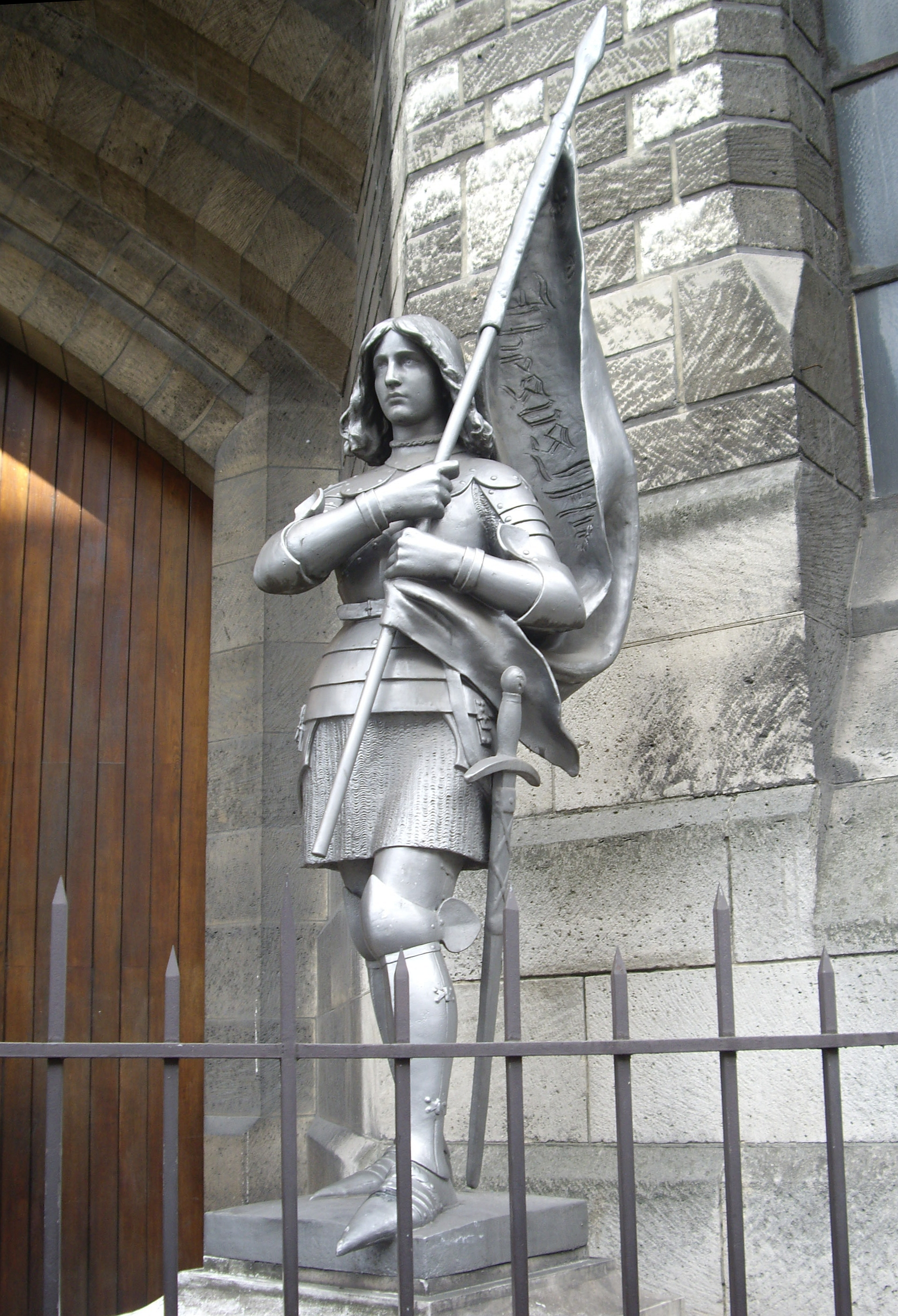
Statue de Jeanne d'Arc à l’étendard (1888) par Félix Charpentier devant la basilique Sainte-Jeanne-d'Arc.
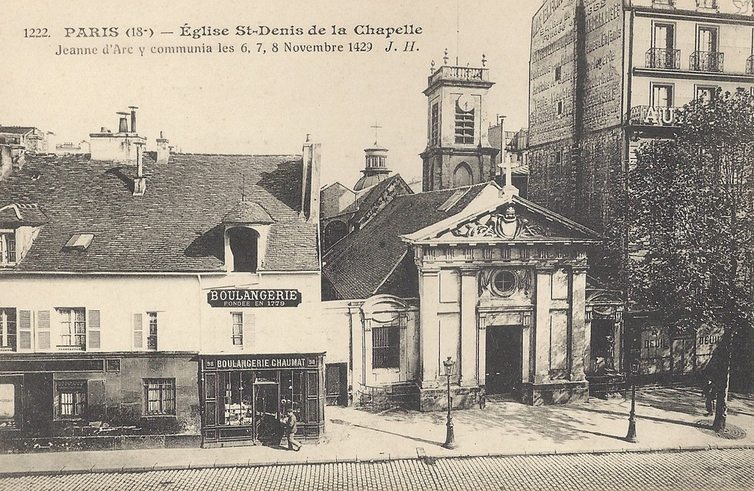
L'église avec son clocher détruit dans les années 1930 et avant la construction de la basilique Sainte-Jeanne-d'Arc.

## Pèlerinages

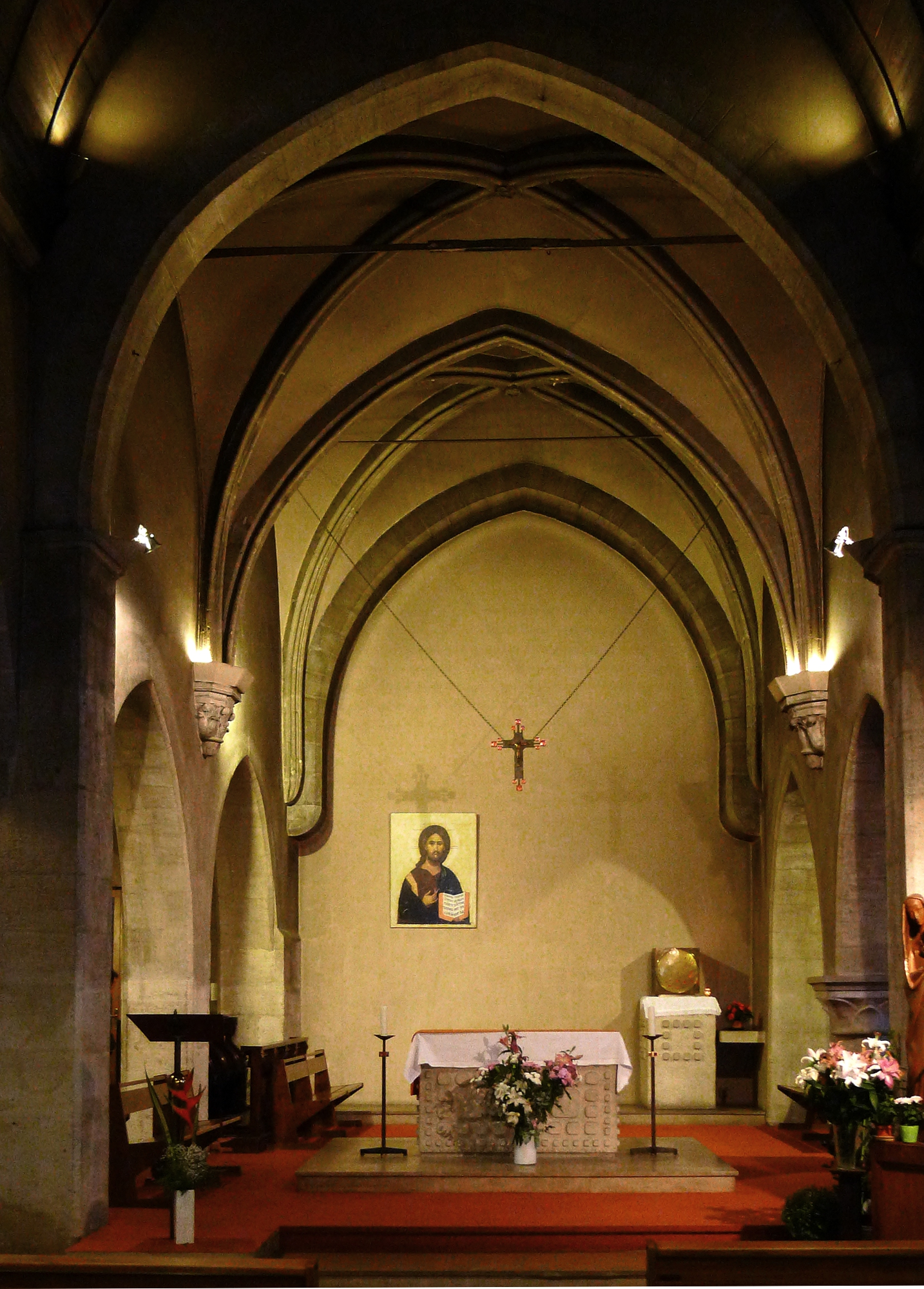
Le chœur.

Il existait un pèlerinage annuel, au mois de mai, allant de Saint-Denys à l'église Notre-Dame-des-Vertus d'Aubervilliers, en passant par la croix de l'Évangile, à l'intersection de la rue de l'Évangile et de la rue d'Aubervilliers (anciennement « chemin des Vertus »)[source insuffisante].
L'église était le point de départ d'un Chemin de croix allant vers la basilique Saint-Denis, et dont la première station était le rond-point de La Chapelle.
Jusqu'en 1616, les religieux de la basilique Saint-Denis venaient en procession tous les sept ans présenter à l'église les reliques du saint.
En 1657, l'archevêque de Paris Jean-François de Gondi accorda à quelques prêtres admirateurs de ce saint et qui avaient établi un pèlerinage de dévotion à cette église l'autorisation d'y « translater » un os de saint Jérôme venant de l'abbaye cistercienne des Prés, Douai, de la Chapelle, ainsi que quarante jours d'indulgence.
L'église est la septième station du pèlerinage de Saint-Denis qui part de l'église Notre-Dame-des-Champs.

## Architecture
Le bâtiment actuel date de 1204, et a été édifié sans voûte de pierres, sur la plate-forme de la chapelle de sainte Geneviève. Elle est soutenue par trois paires de piliers de style gothique primitif. On ajouta au XVIIIe siècle, sous Louis XV, une façade néo-dorique à la place du porche du XIIIe siècle qui retraçait la légende de la sainte.
L'église possédait autrefois un clocher.
Elle est accolée à la basilique Sainte-Jeanne-d'Arc, construite après 1914. À cet emplacement se trouvait jadis un clocher couvert en bâtière[source insuffisante].

## Alentours

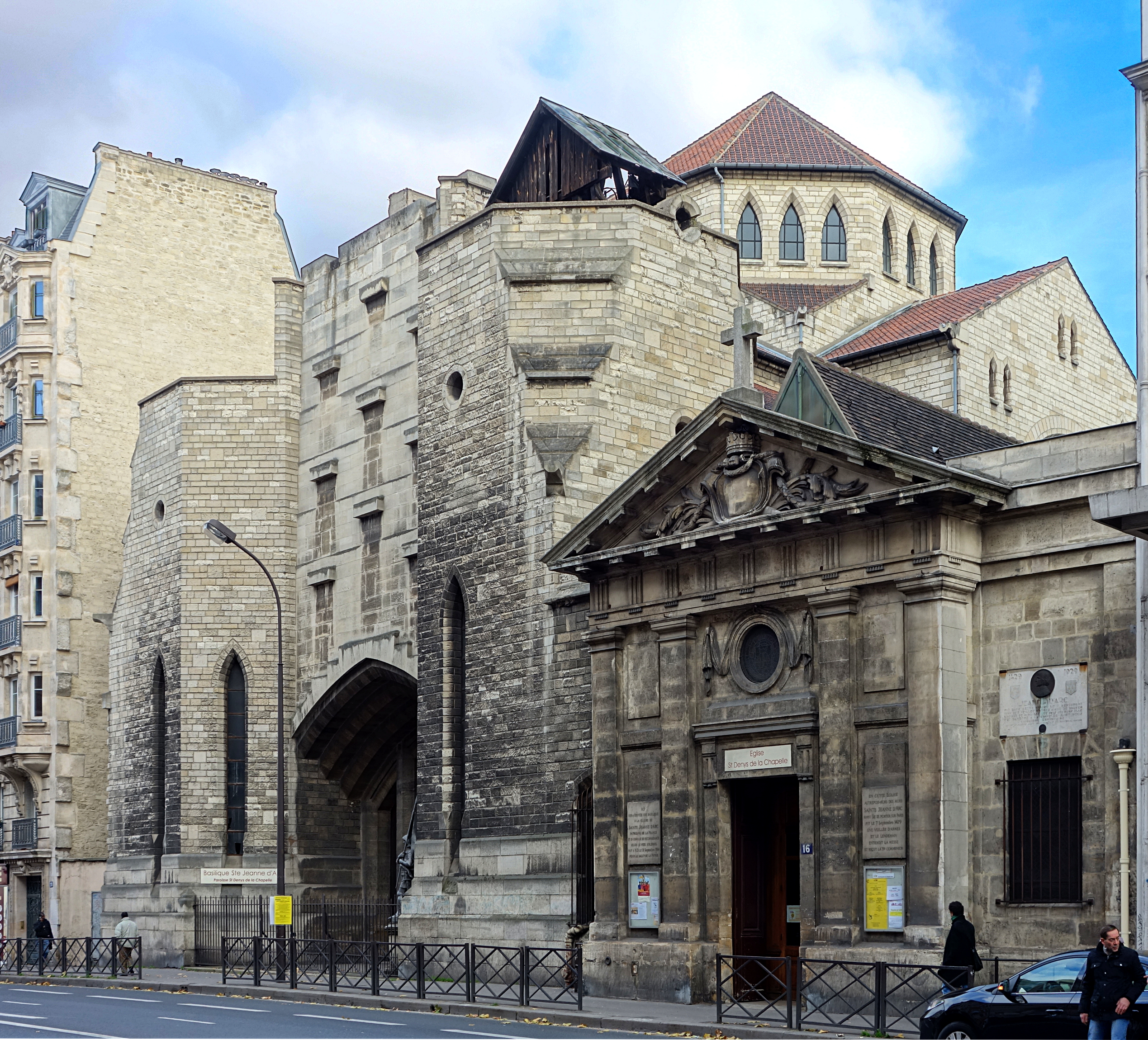
Entrée de l'église au 16, rue de la Chapelle jouxtant la basilique Sainte-Jeanne-d'Arc de Paris (à gauche).

Derrière cette église se trouvait la place de Torcy, à l'intersection de la rue de l'Évangile et de la rue de Torcy. Pour remplacer le cimetière initial situé devant l'église et s'étirant vers le nord le long de l'Estrée, on y installa au XVIIIe siècle le second cimetière de la Chapelle. On y éleva en 1763 la Croix-Cottin, monument votif du marguillier Philippe Cottin, décédé le 29 mai 1764. Cette croix fut déplacée en 1887 sur le parvis de l’église Saint-Pierre de Montmartre. Le cimetière fut remplacé en 1804 par le cimetière Marcadet.

## Ordinaires
Depuis 1995, la paroisse est confiée à la Communauté du Chemin Neuf.
| Début                                                                                            | Identité                     | Commentaire                                      |
| ------------------------------------------------------------------------------------------------ | ---------------------------- | ------------------------------------------------ |
| 1210*                                                                                            | N. Josselin                  |                                                  |
| 1528*-1546*                                                                                      | Jacques Fournier             | Bedeau de la faculté de Théologie à Paris        |
| 1577                                                                                             | Louis Hesselin               | Religieux profès de Saint-Denis                  |
| 1584*                                                                                            | Nicolas Hesselin             |                                                  |
| 1600                                                                                             | Nicolas Bellé                |                                                  |
|                                                                                                  | Michel Boudet                | Remplacé par une ordonnance du Châtelet de Paris |
| 1616                                                                                             | Jean Ribet                   |                                                  |
| 1620                                                                                             | Claude Grange                | Vicaire perpétuel                                |
| 1650                                                                                             | François Virgille            |                                                  |
| 1662                                                                                             | Pierre Le Moyne              |                                                  |
| 1665                                                                                             | Michel Triboulleau           |                                                  |
| 1688*                                                                                            | François du Fossé            |                                                  |
| 1699                                                                                             | Pierre Salmon                |                                                  |
| 1738                                                                                             | Jean-Paul Arrault des Bazins |                                                  |
| 1765                                                                                             | Jean-Philippe Masse          |                                                  |
| 1792                                                                                             | Jean-Louis Boucry            | Curé constitutionnel ; maire de 1807 à 1815      |
| 1795                                                                                             | Jean-Baptiste Bernard Marais | Mort en 1805                                     |
| 1805                                                                                             | Jacques-Antoine Olivier      | Mort en 1814                                     |
| 1814                                                                                             | N. Bruneau                   | Démissionnaire en 1822                           |
| 1822                                                                                             | N. Sereuil-Mezeray           | Descendant de François Eudes de Mézeray          |
| 1826                                                                                             | Nicolas Marcelot             |                                                  |
| 1851                                                                                             | N. Christophe                |                                                  |
| 1861                                                                                             | N. Taillandier               |                                                  |
| 1862                                                                                             | Plus de curés                | L'église cesse d'être paroissiale de 1862 à 1869 |
| 1869                                                                                             | N. de Cassan-Floyrac         |                                                  |
| 1874                                                                                             | N. Grandel                   | Mort en 1890                                     |
| 1890                                                                                             | N. de Bonniot                |                                                  |
| 1910                                                                                             | H. Polack                    | Jusqu'en 1919                                    |
|                                                                                                  |                              |                                                  |
|                                                                                                  | Pepier                       |                                                  |
|                                                                                                  | Léon Spebach                 |                                                  |
| 1952                                                                                             | Joseph Hilaire               | Jusqu'en 1979                                    |
| 1995                                                                                             | Jean-Hubert Thieffry         |                                                  |
| 2004                                                                                             | Louis-Marc Thomy             |                                                  |
| 2008                                                                                             | Mariusz Tłokinski            |                                                  |
| 2013                                                                                             | Arnaud Goma-Okadina          |                                                  |
| Les dates marquées de * représentent les années où le titulaire a été constaté à cette fonction. |                              |                                                  |

## Organistes
Parmi les organistes de l'église figure notamment Philippe Pouly, qui inaugure l'orgue rénové par un concert le 12 janvier 2014.

### Articles liés
- Liste des édifices religieux de Paris
- Archidiocèse de Paris